# Zespół Nicolaua
Zespół Nicolaua (in. łac. embolia cutis medicamentosa, syndroma Nicolau; ang. livedoid dermatitis, Nicolau syndrome) – zespół jatrogenny, rzadkie powikłanie domięśniowego podania niektórych leków spowodowane ich niezamierzonym przedostaniem się do światła tętnicy. 

## Historia
Pierwsze przypadki zespołu Nicolaua zostały opisane 1893 roku. W 1924 niemiecki lekarz Walter Freudenthal opisał ten zespół u pacjentów z kiłą po podaniu związków bizmutu, stwierdzając w badaniu histopatologicznym obecność krystalicznych form leku w świetle tętnic. W 1925 roku rumuński lekarz Stefan Nicolau na podstawie prac na zwierzętach udowodnił związek schorzenia z obecnością kryształków bizmutu w naczyniach i wprowadził nazwę dermatite livedoide et gangreneuse. Nazwa zespół Nicolaua została po raz pierwszy użyta w 1966 roku przez  J. Deutscha. Pierwszy przypadek zespołu u dziecka opisał Eli Rubens w 1951 roku. 

## Etiologia
Dokładna etiologia zespołu Nicolaua pozostaje nieznana. Zespół występuje w większości przypadków po podaniu domięśniowym leków w pośladek, jednakże opisano jego występowanie po podaniu dostawowym, podskórnym oraz w następstwie skleroterapii. Uważa się, że zespół może powodować śródtętniczy zator lekowy, a za martwicę mięśni może odpowiadać skurcz naczyń krwionośnych, zapalenie tętniczek oraz zmiany zakrzepowo-zatorowe małych tętnic. 
Leki powodujące wystąpienie zespołu Nicolaua:
- antybiotyki (gentamycyna, penicyliny, streptomycyna, sulfapirydyna, tetracyklina)[11][12]
- bizmut[12]
- buprenorfina[1]
- interferon α[12]
- kwas hialuronowy[13]
- kortykosteroidy (deksametazon, kortywazol, parametazon, triamcynolon)[11][12]
- leki przeciwpadaczkowe i przeciwpsychotyczne (fenobarbital, chloropromazyna)[12]
- leki przeciwhistaminowe (difenhydramina, hydroksyzyna)[11][12]
- niesteroidowe leki przeciwzapalne (diklofenak, ketoprofen, piroksykam, ibuprofen, fenylobutazon)[11][12]
- octan glatirameru[14]
- penicyliny[11]
- petydyna[11]
- szczepionka przeciwko błonicy, krztuścowi oraz tężcowi[11]
- środki znieczulające miejscowo (lidokaina)[11][12]
- witamina K[12]
- witaminy B[11]

## Epidemiologia
Po domięśniowym podaniu leków powikłania jatrogenne występują u 0,4–19,3% pacjentów.
Czynnikami ryzyka wystąpienia zespołu Nicolaua są:
- wielokrotne podawanie leku w jedną okolicę
- duża objętość podawanego leku
- szybkie podawanie leku
- podawanie leku ze zbyt dużym ciśnieniem
- wielkość kryształów podawanego leku

## Obraz kliniczny
Pierwszym objawem jest nagły silny ból w miejscu podania leku lub w całej kończynie, pojawiający się w czasie podawania leku domięśniowo lub bezpośrednio po zakończeniu jego podawania. W lekkich przypadkach może wystąpić tylko nadwrażliwość skóry na dotyk w miejscu iniekcji. Następnie pojawia się dobrze ograniczona bladość skóry mogąca obejmować przy podawaniu leku w pośladek, również drugi pośladek, skórę podbrzusza oraz jedną lub obie kończyny dolne oraz brak tętna na tętnicach obwodowych bez spadku ciśnienia tętniczego. Wynikiem niedokrwienia skóry jest najpierw sinomarmurkowe zabarwienie brzegów dotkniętej okolicy z obrzękiem z następową martwicą (która może obejmować skórę, tkankę podskórną oraz mięśnie), po 1–3 tygodniach demarkacja i mumifikacja objętych okolic kończyny.
Wraz z objawami miejscowymi mogą utrzymywać się przez wiele dni krwawe stolce, którym może towarzyszyć niewydolność zwieraczy. Przejściowe powikłania neurologiczne, porażenie nerwu kulszowego, hipestezja czy paraplegia, występują u 1/3 pacjentów.

## Rozpoznanie
Pierwsze objawy występują w trakcie podawania leku lub bezpośrednio po jego zakończeniu i w związku z tym wystarczająca jest 30 minutowa obserwacja. Rozpoznanie stawiane jest na podstawie typowego obrazu klinicznego. W morfologii krwi widoczna jest leukocytoza bez eozynofilii. W obrazowaniu metodą rezonansu magnetycznego widoczny jest obrzęk oraz zapalenie tkanek w obszarze znacznie przekraczającym obszar podanego leku.

## Diagnostyka różnicowa
- martwicze zapalenie powięzi[8]
- zatory cholesterolowe (zespół sinego palucha)[12]
- układowe zapalenia naczyń[12]
- mikrozatorowość obwodowa naczyń skórnych w przebiegu śluzaka serca[12]

## Leczenie
Nie ma określonych zasad leczenia zespołu Nicolaua. W leczeniu stosuje się usuwanie zmian martwiczych, leki przeciwbólowe oraz leczenie opatrunkowe. Stosowanie zimnych okładów wydaje się powiększać obszar objęty martwicą. Podawanie pentoksyfiliny doustnie oraz heparyny drobnocząsteczkowej jest uważane za korzystne, również zaleca się stosowanie maści sterydowych. 

## Rokowanie
Rokowanie jest poważne, wstrząs zakończony zgonem może wystąpić w pierwszych godzinach lub dniach. Zejściem zespołu jest wygojenie ubytków po 4-7 tygodniach z pozostawieniem blizn. Rokowanie co do całkowitego wyleczenia jest niepewne i nie zawsze uzyskuje się powrót kończyny do pełnej sprawności.

## Profilaktyka
Profilaktyka wystąpienie zespołu Nicolaua polega na podawaniu zastrzyków w duży mięsień przy użyciu igły i strzykawki:
- powinno się stosować igły o odpowiedniej długości do masy pacjenta, tak aby igła w sposób pewny dosięgała mięśnia
- miejscem podawania iniekcji powinien być górny zewnętrzny kwadrant pośladka
- nie powinno się podawać więcej niż 5 ml leku w czasie jednej iniekcji
- w przypadku konieczności podania większej objętości leku, kolejne 5 ml objętości należy podać w inne miejsce
- w przypadku braku możliwości podania kilku zastrzyków domięśniowych w jednym czasie należy zrezygnować z tej formy podania leku
- przed rozpoczęciem podawania leku należy dokonać próby aspiracji celem potwierdzenia położenia szczytu igły